# Isozoanthus sulcatus
Isozoanthus sulcatus är en korallart som först beskrevs av Gosse 1859.  Isozoanthus sulcatus ingår i släktet Isozoanthus och familjen Parazoanthidae. Enligt den svenska rödlistan är arten otillräckligt studerad i Sverige. Arten förekommer i Götaland. Artens livsmiljö är havet. Inga underarter finns listade i Catalogue of Life.